# 贾斯廷·加特林

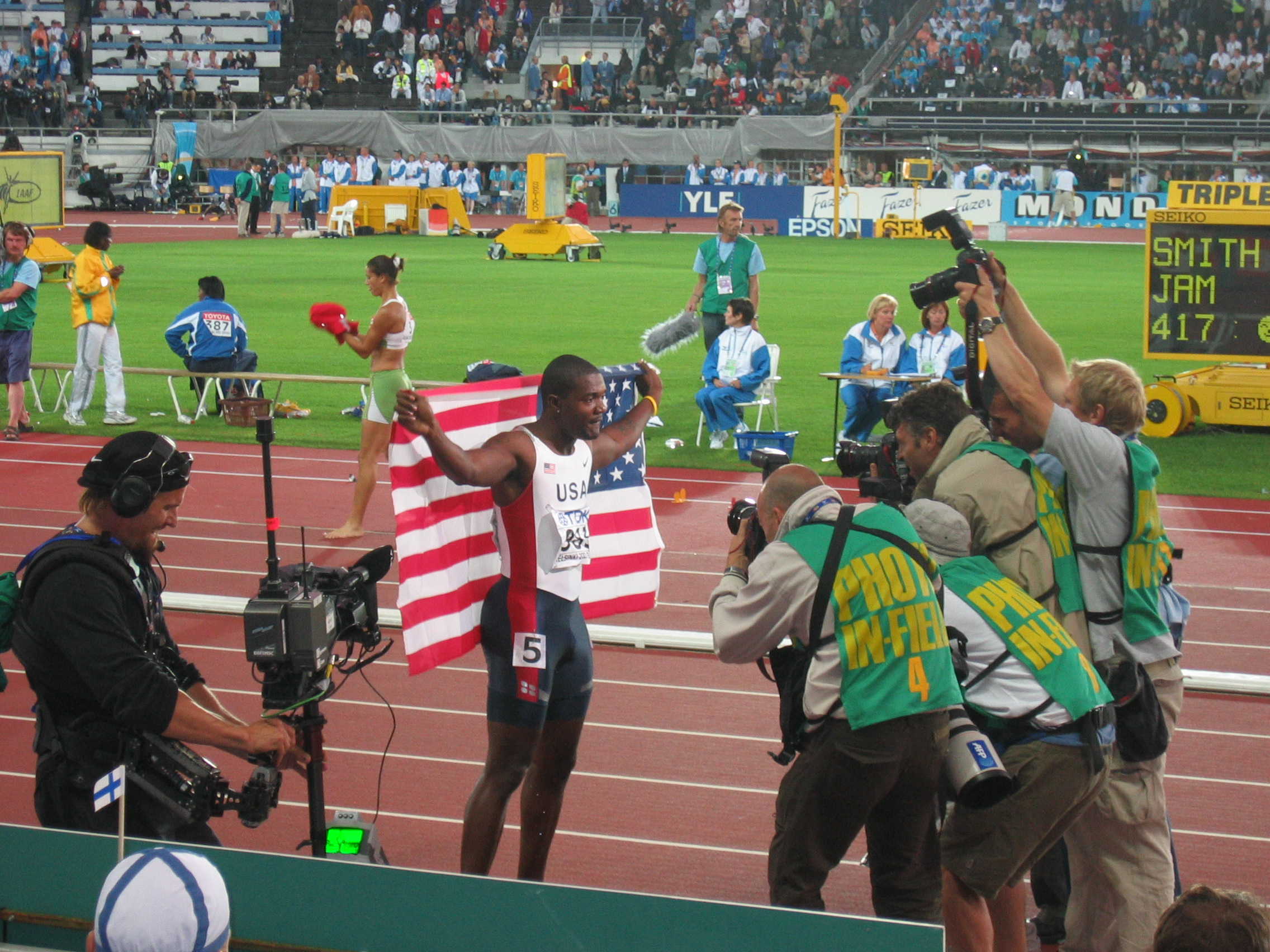
2005年世界田徑錦標賽100公尺決賽後

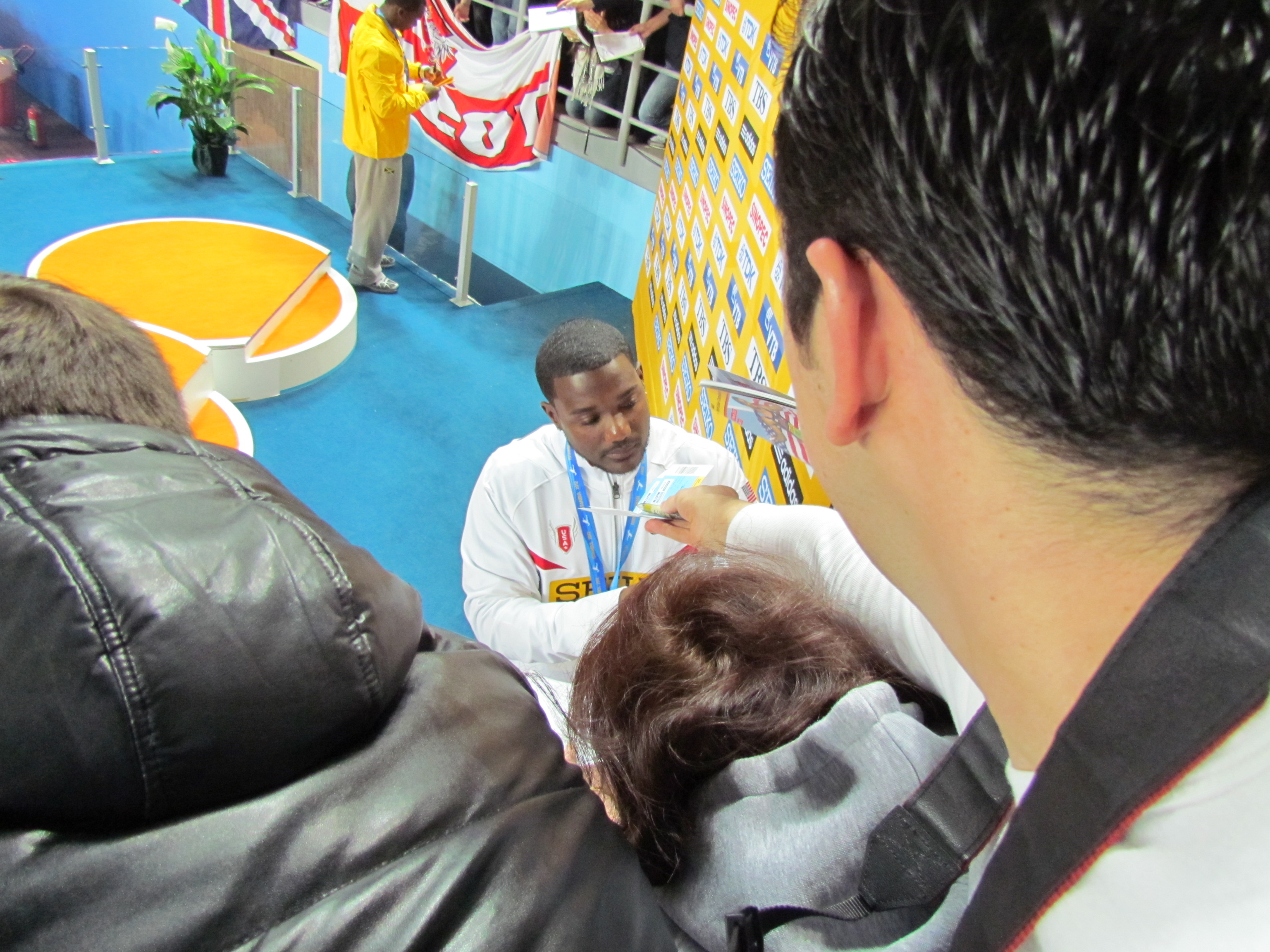
2012年世界室內田徑錦標賽60公尺決賽後

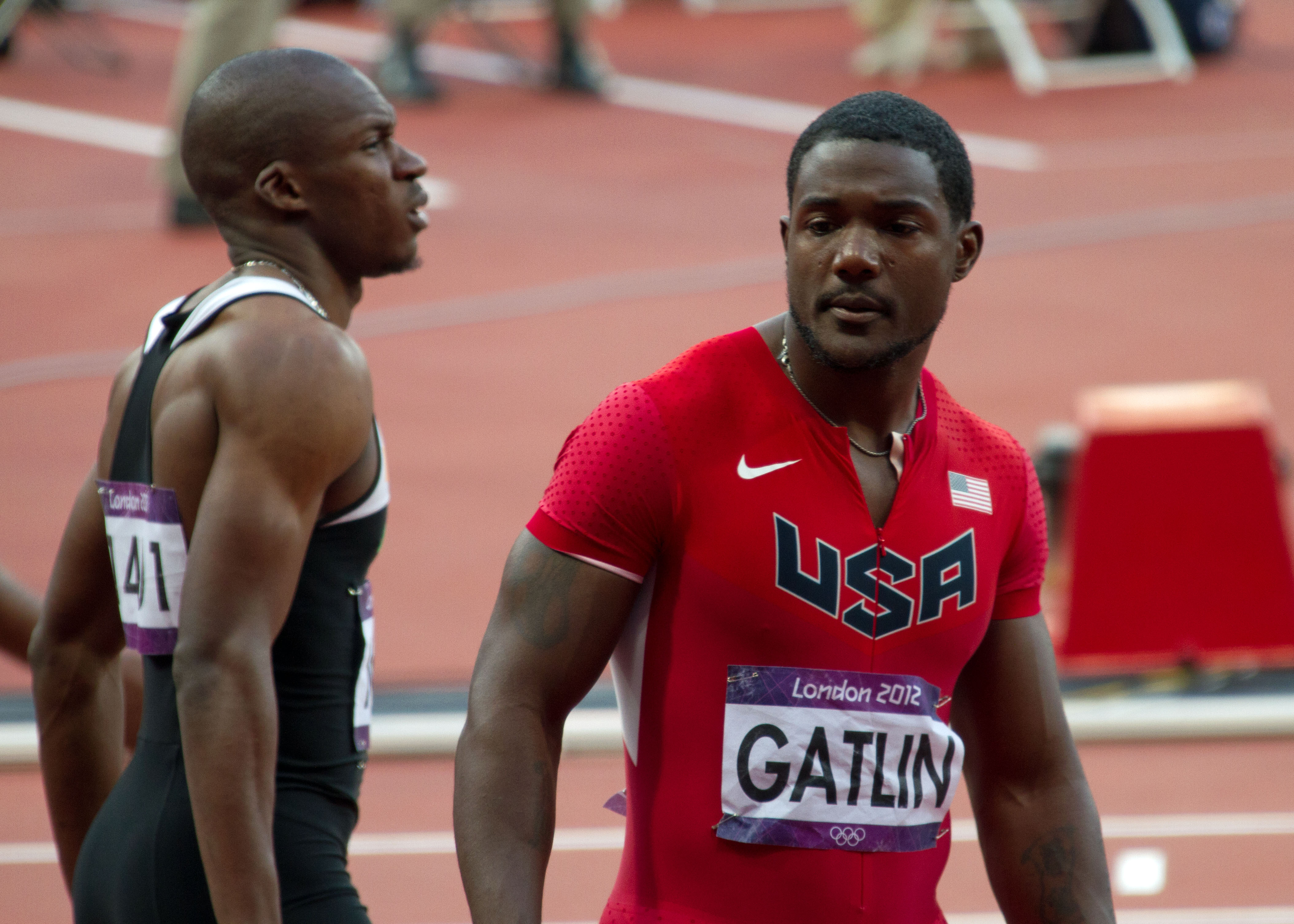
2012年夏季奧林匹克運動會田徑100公尺半決賽，Ben Youssef Meité、Justin Gatlin

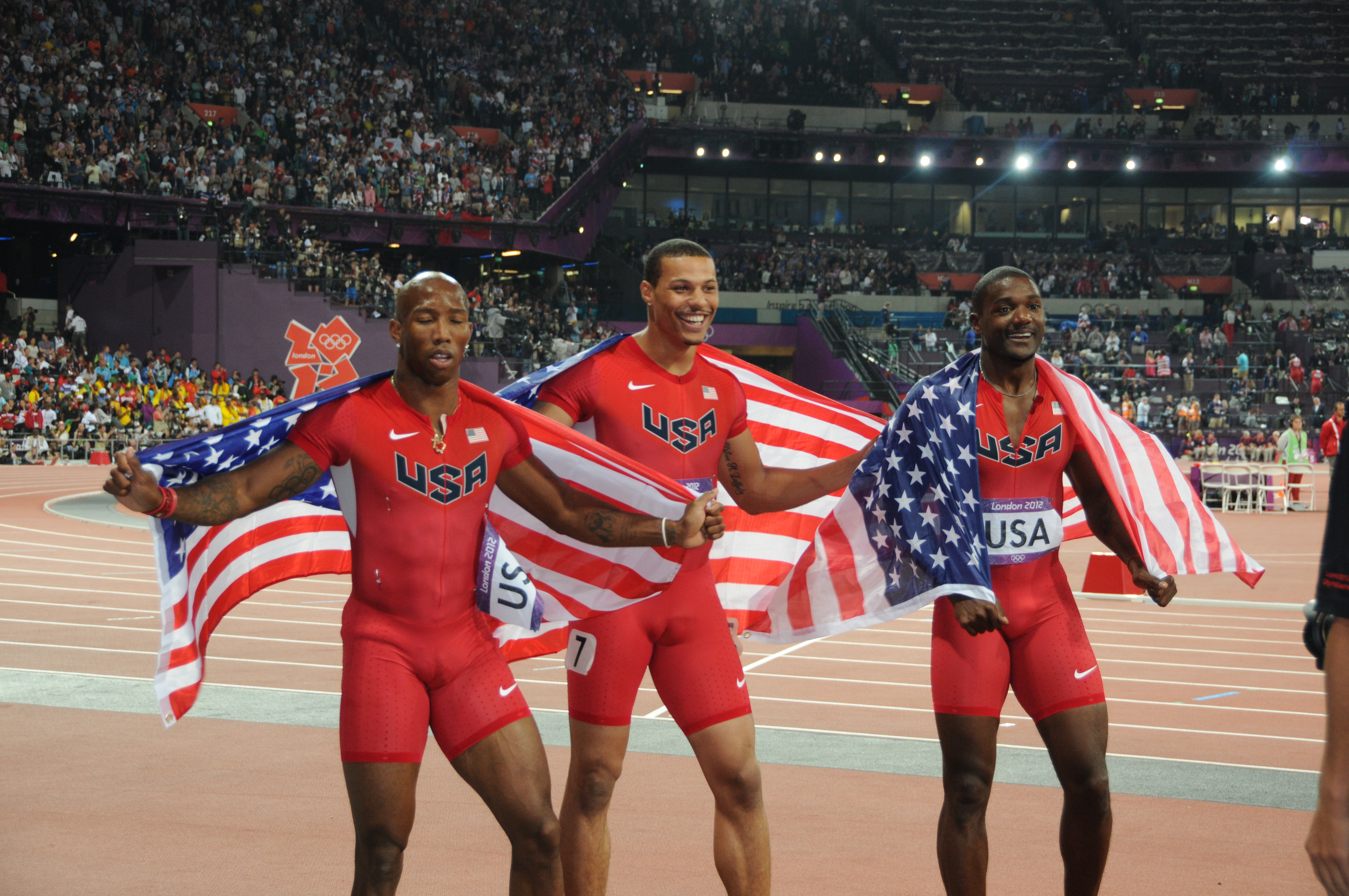
2012年夏季奧林匹克運動會田徑4×100公尺接力決賽後，Trell Kimmons、Ryan Bailey、Justin Gatlin

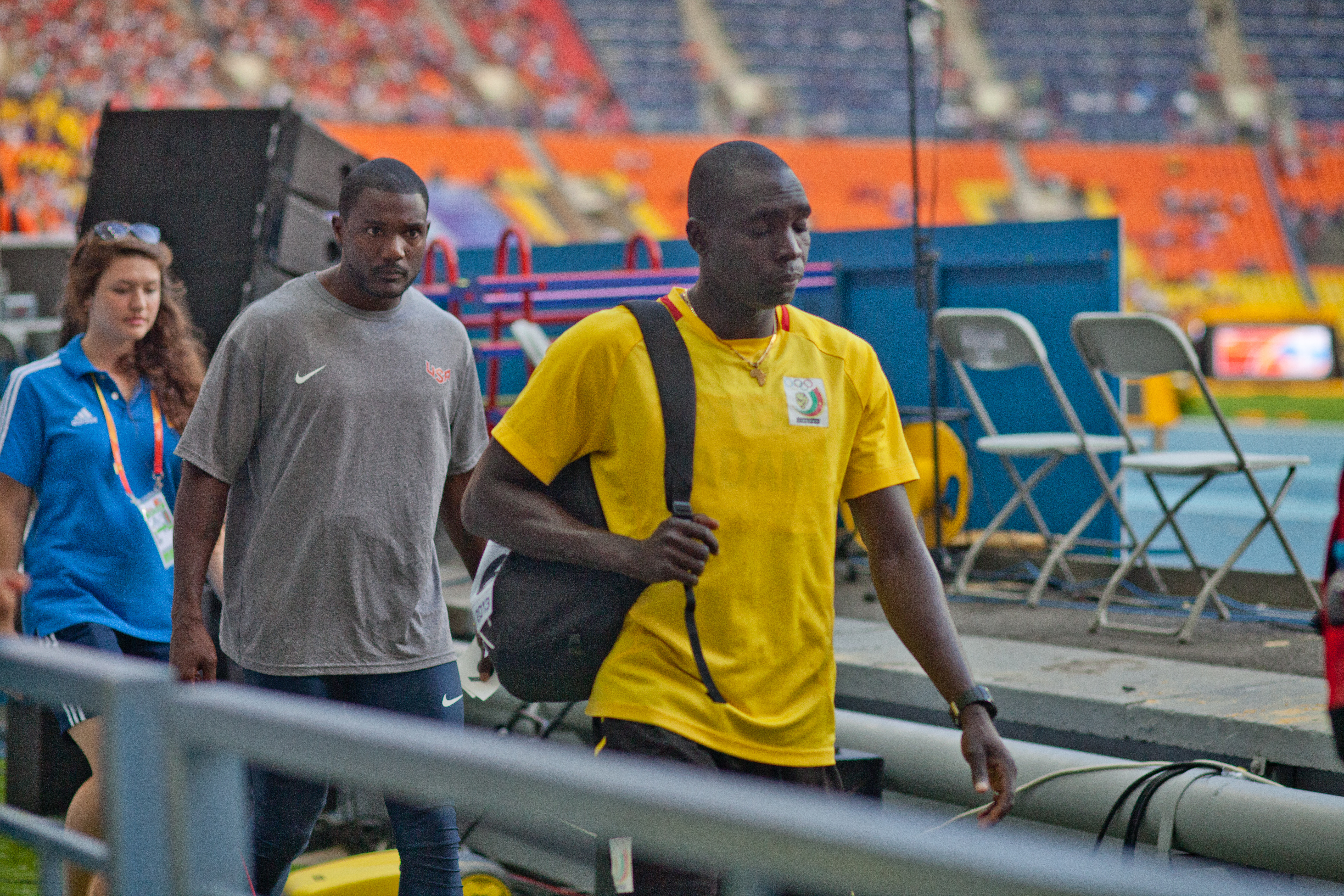
2013年世界田徑錦標賽100公尺預賽前，Justin Gatlin、Idrissa Adam

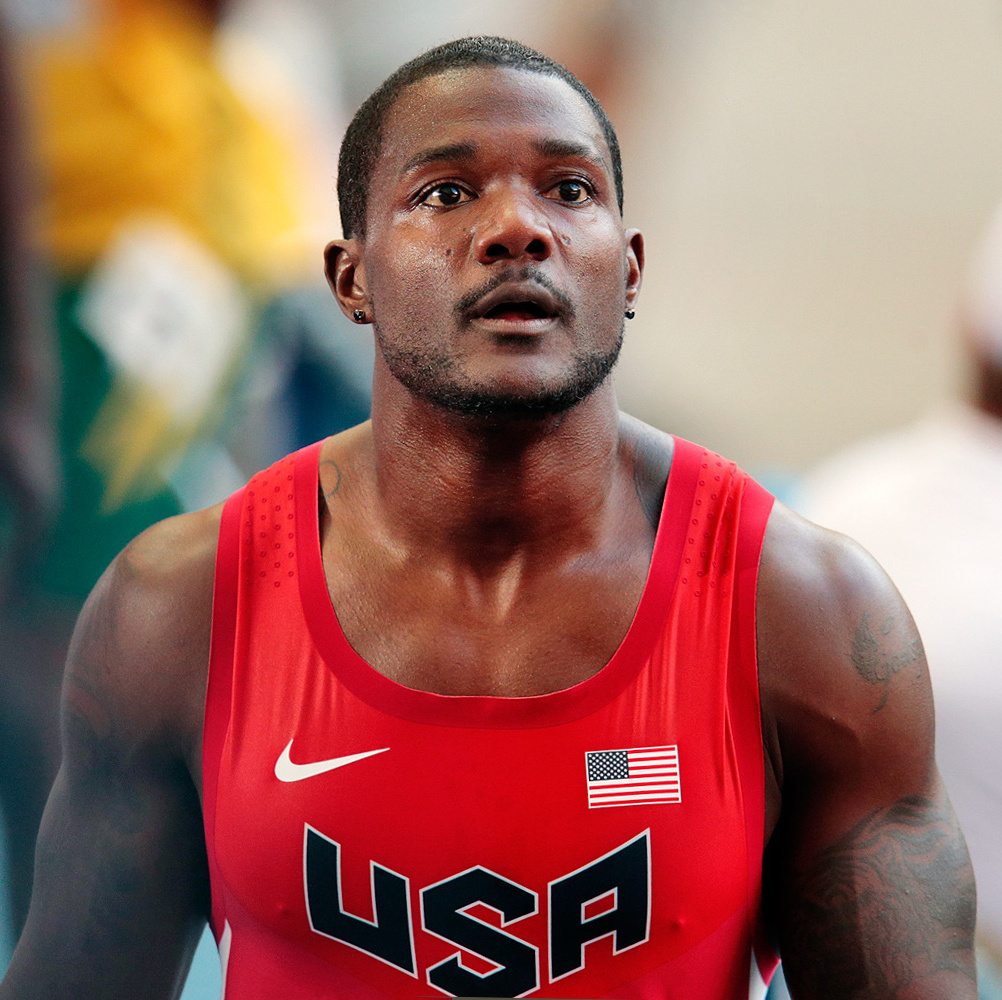
2013年世界田徑錦標賽

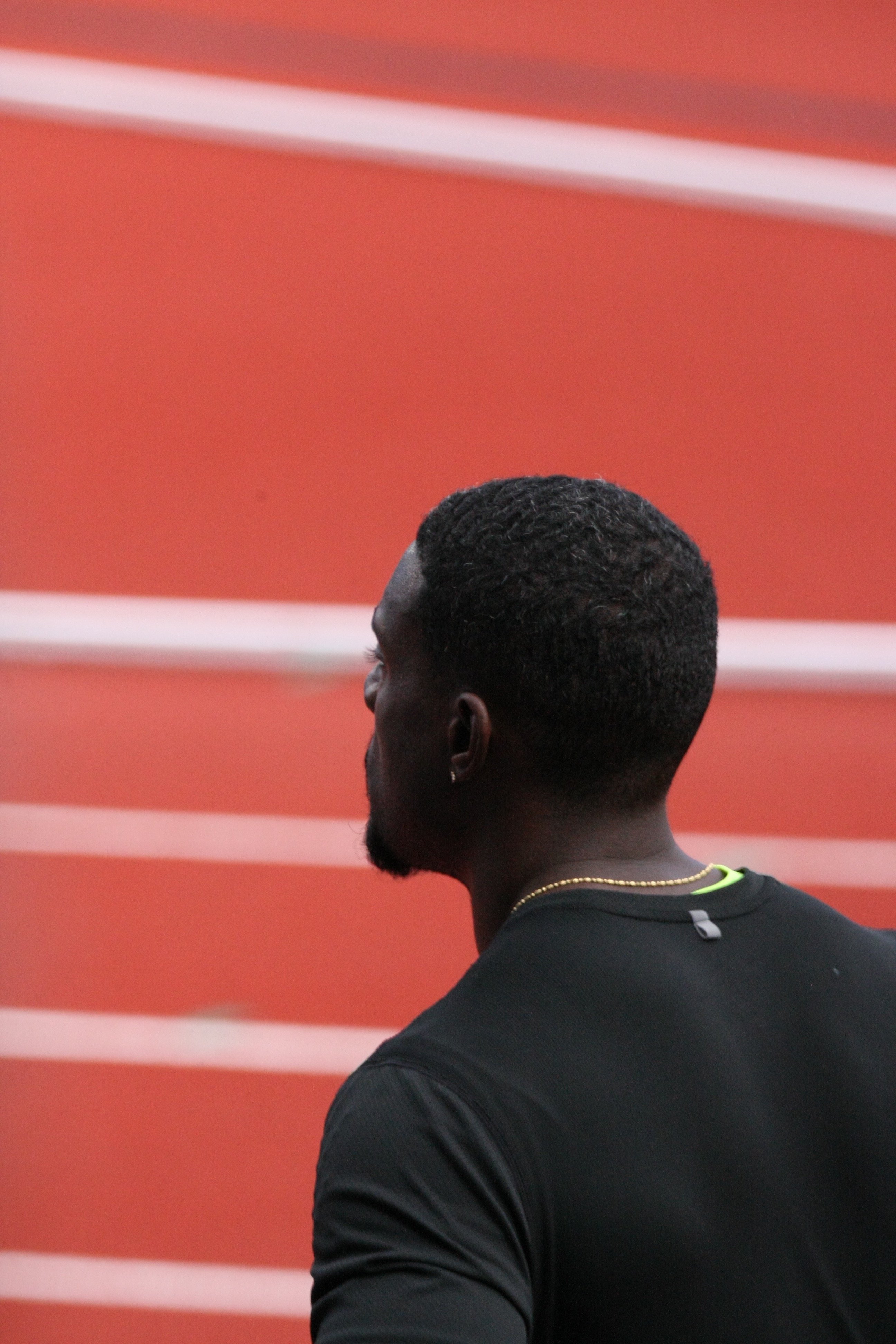
2016年美國室外田徑錦標賽

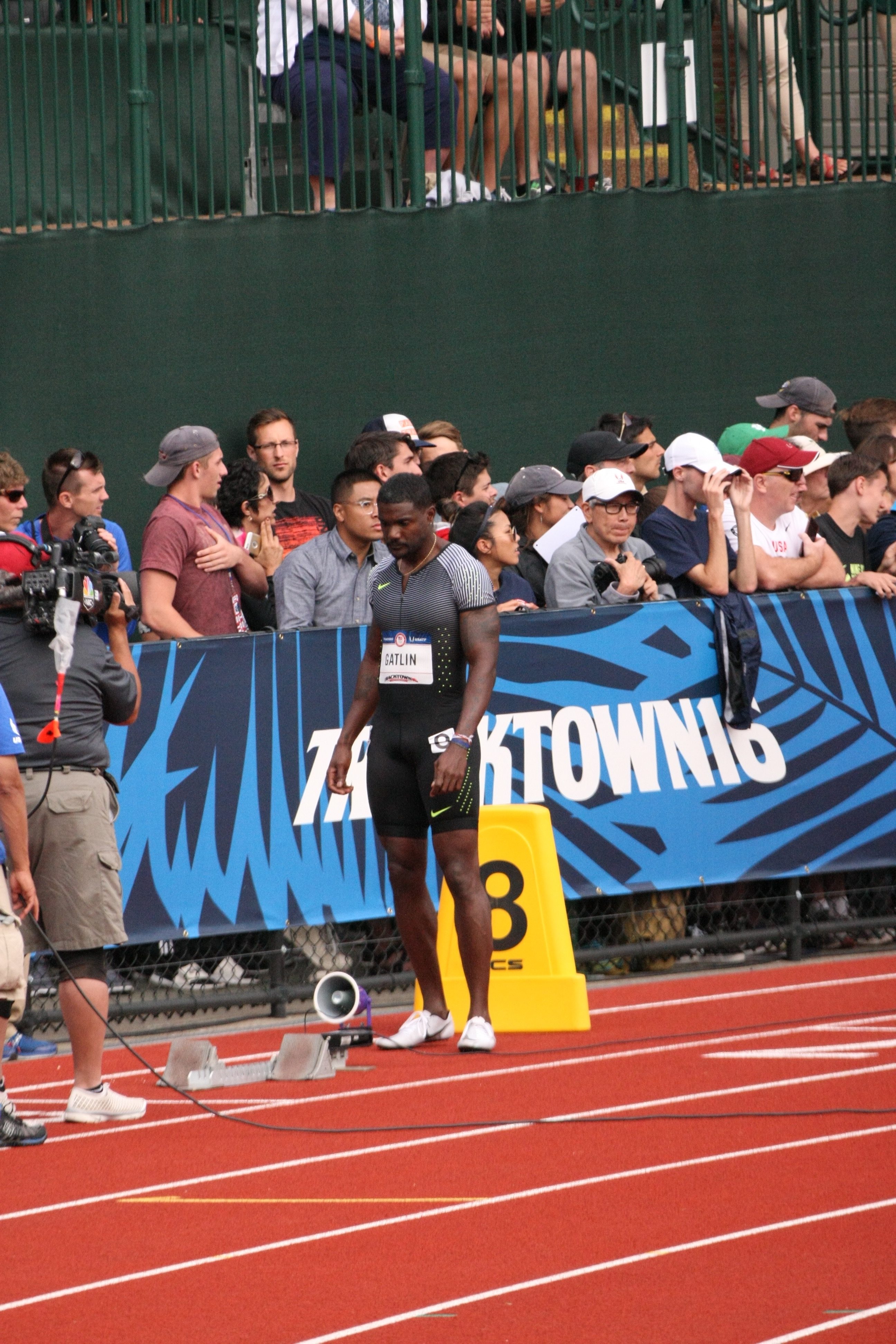
2016年美國室外田徑錦標賽200公尺決賽

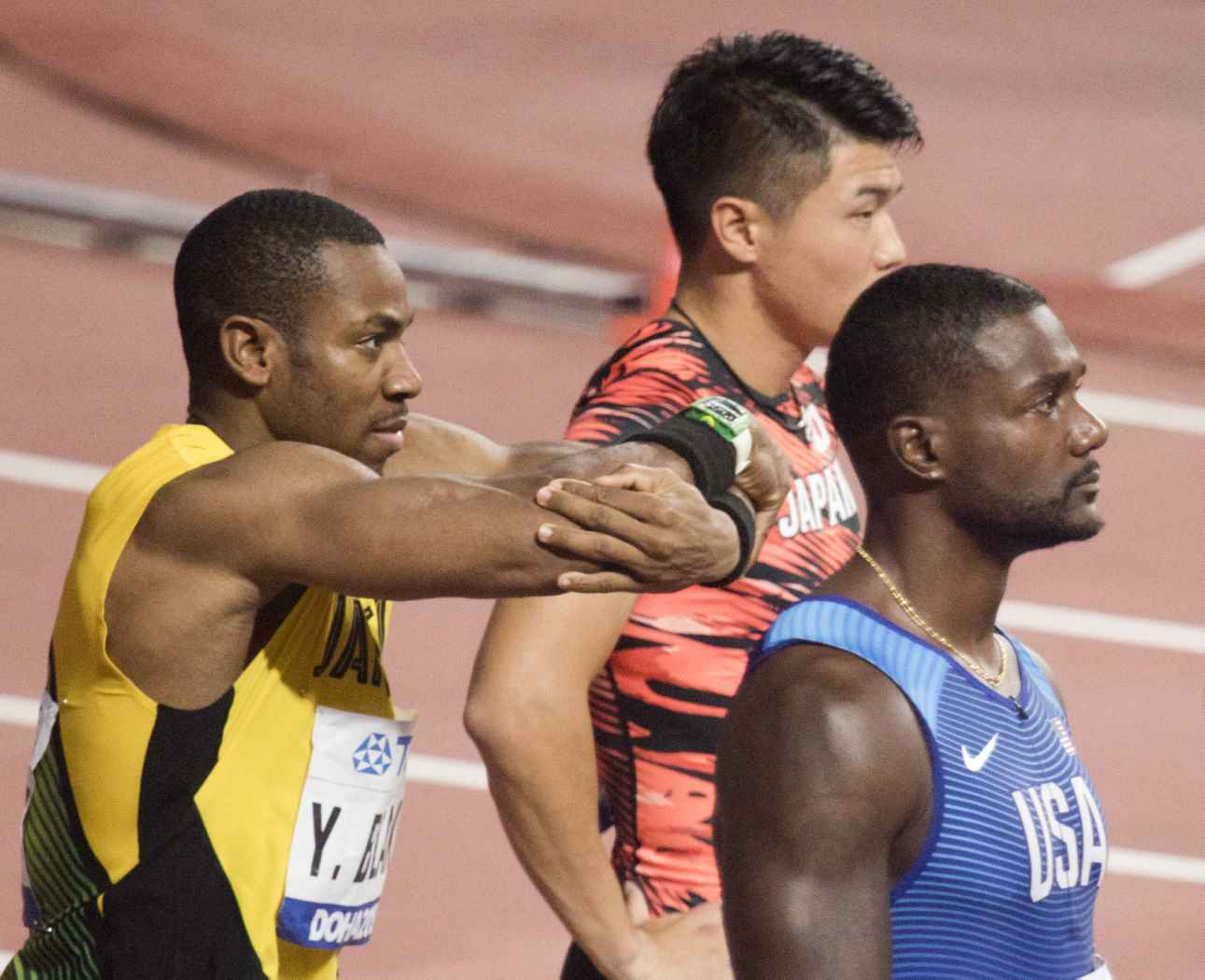
2019年世界田徑錦標賽100公尺半決賽，Yohan Blake、小池祐貴、Justin Gatlin

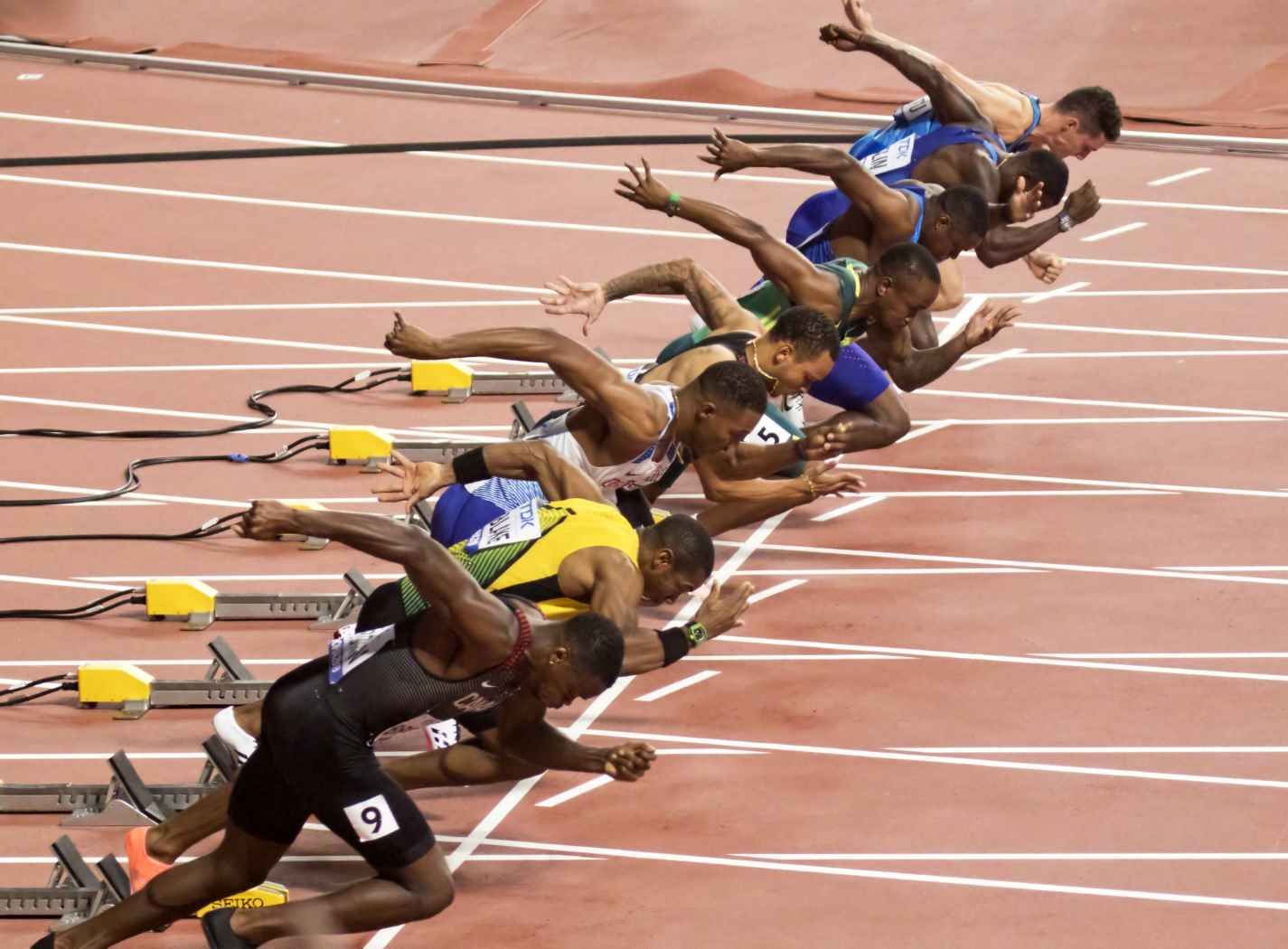
2019年世界田徑錦標賽100公尺決賽，由內道開始依序是Filippo Tortu、Justin Gatlin、Christian Coleman、Akani Simbine、Andre De Grasse、Zharnel Hughes、Yohan Blake、Aaron Brown

贾斯廷·加特林（英語：Justin Gatlin，1982年2月10日—）是美國短跑運動員。

## 生平
贾斯廷·加特林出生于美国纽约布鲁克林，毕业于佛罗里达州彭萨科拉的伍德姆中学。2000年秋季，加特林进入田纳西大学。在学校期间，加特林连续六次获得全国大学生体育协会比赛冠军。2001年，加特林因被查出服用禁药安非他明，因此被判禁止参加国际比赛两年。加特林随后提起上诉，称这是因为自己年幼时患有注意力不足过动症，连续多年服药而造成的。上诉最终到国际田联的认可，解除了禁赛。
2002年秋季，加特林离开学校开始了其职业运动员的生涯。在2004年夏季奥林匹克运动会上，加特林以微弱优势战胜葡萄牙选手弗兰西斯·奥比克维鲁和卫冕冠军莫里斯·格林获得男子100米短跑比赛第一名。贏得男子百米桂冠後，加特林曾經說過：「我要成為世界上跑得最快的人。」。此外他还在该届奥运会上获得了男子4×100米接力赛银牌和男子200米铜牌。
2005年，加特林赫尔辛基举行的国际田联世界田径锦标赛上战胜前世界冠军金·柯林斯再次获得100米赛冠军。
2006年4月，加特林的一次賽後藥檢結果呈陽性。由於這已是他第二次被查出使用禁藥，按規定應當受到終身禁賽處罰，但加特林表示，他願意與美國反興奮劑機構合作，以根除在體育比賽中濫用興奮劑的現象。同時考慮到加特林首次使用興奮劑是為了治療精力分散的病症，美國反興奮劑機構決定禁止加特林參賽8年，之後他再次上訴，將他的禁賽期減半，只停4年。
2006年5月13日，加特林在卡塔尔杜哈举行的国际田联超级巡回赛上以9.77秒的成绩平了由牙买加阿萨法·鲍威尔于2005年创造的男子100米短跑世界纪录。但往後因禁藥案遭到取消記錄。
2012年伦敦奥运会跑进一百米决赛，并获得铜牌。
2015年8月，北京世界田径锦标赛，在男子100米决赛以9.797秒的成绩，落后博尔特0.013秒（博尔特成績9.784秒）拿到银牌。在男子200米决赛又以19.74秒的成绩落后博尔特（19秒55）获得亚军。在最后举行的男子4×100米接力赛中，率领美国队原以37.77秒的成绩获得第二，仅次于博尔特领衔的牙买加队（37.36秒），但最终因美國隊第三、四棒（Tyson Gay－Mike Rodgers）交接時犯规被取消名次與成績，由中国队以38.01秒的成绩获得亚军，加特林是唯一一位向中国队表示祝贺的美国队员。
2017年8月，英國倫敦世界田径锦标赛，在男子100米决赛跑出9.92秒成绩，分別以0.02秒及0.03秒之差擊敗克里斯蒂安·科爾曼與博尔特摘下金牌。

## 國際大型運動賽會
| 年   | 賽事                  | 舉辦城市           | 名次  | 項目          | 記錄                            |
| ---- | --------------------- | ------------------ | ----- | ------------- | ------------------------------- |
| 2003 | 世界室內田徑錦標賽    | 英国 英格兰伯明罕  | 金牌  | 60公尺        | 6.46秒                          |
| 2003 | World Athletics Final | 摩納哥丰維耶       | 第4名 | 100公尺       | 10.12秒                         |
| 2004 | 夏季奧林匹克運動會    | 希腊雅典           | 金牌  | 100公尺       | 9.85秒                          |
| 2004 | 夏季奧林匹克運動會    | 希腊雅典           | 銅牌  | 200公尺       | 20.03秒                         |
| 2004 | 夏季奧林匹克運動會    | 希腊雅典           | 銀牌  | 4×100公尺接力 | 38.08秒                         |
| 2005 | 世界田徑錦標賽        | 芬兰赫爾辛基       | 金牌  | 100公尺       | 9.88秒                          |
| 2005 | 世界田徑錦標賽        | 芬兰赫爾辛基       | 金牌  | 200公尺       | 20.04秒                         |
| 2005 | World Athletics Final | 摩納哥丰維耶       | 第4名 | 200公尺       | 20.25秒                         |
| 2011 | 世界田徑錦標賽        | 大邱廣域市         | 4sf3  | 100公尺       | 10.23秒                         |
| 2011 | 世界田徑錦標賽        | 大邱廣域市         | f     | 4×100公尺接力 | Did Not Finish                  |
| 2011 | DécaNation            | 法國尼斯           | 銀牌  | 100公尺       | 10.18秒                         |
| 2012 | 世界室內田徑錦標賽    | 土耳其伊斯坦堡     | 金牌  | 60公尺        | 6.46秒                          |
| 2012 | 夏季奧林匹克運動會    | 英国 英格兰倫敦    | 銅牌  | 100公尺       | 9.79秒                          |
| 2012 | DécaNation            | 法國阿勒比         | 金牌  | 100公尺       | 9.81秒                          |
| 2013 | 世界田徑錦標賽        | 俄羅斯莫斯科       | 銀牌  | 100公尺       | 9.85秒                          |
| 2013 | 世界田徑錦標賽        | 俄羅斯莫斯科       | 銀牌  | 4×100公尺接力 | 37.66秒                         |
| 2015 | 世界接力賽            | 巴哈马拿索         | 金牌  | 4×100公尺接力 | 37.38秒（世界接力賽紀錄）       |
| 2015 | 世界接力賽            | 巴哈马拿索         | f     | 4×200公尺接力 | Disqualified（IAAF Rule 170.7） |
| 2015 | 世界田徑錦標賽        | 中国北京市         | 銀牌  | 100公尺       | 9.797秒                         |
| 2015 | 世界田徑錦標賽        | 中国北京市         | 銀牌  | 200公尺       | 19.74秒                         |
| 2015 | 世界田徑錦標賽        | 中国北京市         | f     | 4×100公尺接力 | Disqualified（IAAF Rule 170.7） |
| 2016 | 夏季奧林匹克運動會    | 巴西里約熱內盧     | 銀牌  | 100公尺       | 9.89秒                          |
| 2016 | 夏季奧林匹克運動會    | 巴西里約熱內盧     | 3sf3  | 200公尺       | 20.13秒                         |
| 2016 | 夏季奧林匹克運動會    | 巴西里約熱內盧     | f     | 4×100公尺接力 | Disqualified（IAAF Rule 170.7） |
| 2017 | 世界接力賽            | 巴哈马拿索         | 金牌  | 4×100公尺接力 | 38.43秒                         |
| 2017 | 世界田徑錦標賽        | 英国 英格兰倫敦    | 金牌  | 100公尺       | 9.92秒                          |
| 2017 | 世界田徑錦標賽        | 英国 英格兰倫敦    | 銀牌  | 4×100公尺接力 | 37.52秒                         |
| 2019 | 世界接力賽            | 日本神奈川縣橫濱市 | 銀牌  | 4×100公尺接力 | 38.07秒                         |
| 2019 | 世界田徑錦標賽        | 杜哈               | 銀牌  | 100公尺       | 9.89秒                          |
| 2019 | 世界田徑錦標賽        | 杜哈               | 金牌  | 4×100公尺接力 | 37.10秒（全國紀錄）             |

## 統計
| 成績                    |      | 風速（m/s） | 反應時間 | 時間          | 地點                     |
| ----------------------- | ---- | ----------- | -------- | ------------- | ------------------------ |
| 6.42秒                  | 室外 | +0.6        | 0.148秒  | 2019年9月28日 | 杜哈                     |
| 6.45秒                  | 室內 |             |          | 2003年3月1日  | 美国麻薩諸塞州波士頓     |
| 6.45秒                  | 室外 | -0.8        | 0.138秒  | 2017年8月5日  | 英国 英格兰倫敦          |
| 6.46秒                  | 室內 |             | 0.138秒  | 2003年3月14日 | 英国 英格兰伯明罕        |
| 6.46秒                  | 室內 |             | 0.149秒  | 2012年3月10日 | 土耳其伊茲密爾           |
| 6.46秒                  | 室外 | -3.5        | 0.128秒  | 2014年5月11日 | 日本東京都新宿區霞ヶ丘町 |
| 6.48秒                  | 室外 | -0.4        | 0.142秒  | 2016年5月8日  | 日本神奈川縣川崎市中原區 |
| 6.49秒                  | 室內 |             |          | 2003年3月1日  | 美国麻薩諸塞州波士頓     |
| 6.50秒                  | 室內 |             | 0.158秒  | 2012年3月10日 | 土耳其伊茲密爾           |
| 6.53秒                  | 室內 |             |          | 2003年3月1日  | 美国麻薩諸塞州波士頓     |
| 平均約6.4698673319865秒 |      |             |          |               |                          |

| 成績                    | 風速（m/s） | 反應時間 | 日期          | 地點                   |
| ----------------------- | ----------- | -------- | ------------- | ---------------------- |
| 9.74秒                  | +0.9        | 0.161秒  | 2015年5月15日 | 杜哈                   |
| 9.75秒                  | +0.9        | 0.164秒  | 2015年6月4日  | 義大利羅馬             |
| 9.75秒                  | +1.4        | 0.154秒  | 2015年7月9日  | 瑞士洛桑               |
| 9.77秒                  | +0.6        | 0.178秒  | 2014年9月5日  | 比利时布魯塞爾         |
| 9.77秒                  | +0.9        | 0.153秒  | 2015年8月23日 | 中国北京市朝陽區       |
| 9.78秒                  | -0.3        | 0.176秒  | 2015年7月17日 | 摩納哥丰维耶           |
| 9.79秒                  | +1.5        | 0.178秒  | 2012年8月5日  | 英国 英格兰倫敦        |
| 9.797秒                 | -0.5        | 0.165秒  | 2015年8月23日 | 中国北京市朝陽區       |
| 9.80秒                  | +1.8        | 0.168秒  | 2012年6月24日 | 美国俄勒岡州雷恩郡尤金 |
| 9.80秒                  | +0.1        | 0.157秒  | 2014年7月3日  | 瑞士洛桑               |
| 平均約9.7746538536952秒 |             |          |               |                        |

## 外部連結
- 贾斯廷·加特林在国际奥林匹克委员会的资料
- 贾斯廷·加特林在的頁面
- 贾斯廷·加特林的Facebook專頁
- 贾斯廷·加特林的新浪微博
- 贾斯廷·加特林的Instagram帳戶
- . 彎槓訓練營. 2019年3月5日  [2022年7月24日]. （原始内容存档于2021年5月5日） （中文（臺灣））.